# Svendborgmotorvejen
Der Svendborgmotorvejen (deutsch: Svendborgautobahn) ist eine dänische Autobahn auf der Insel Fünen, die die Stadt Odense mit Svendborg verbindet.

## Verlauf

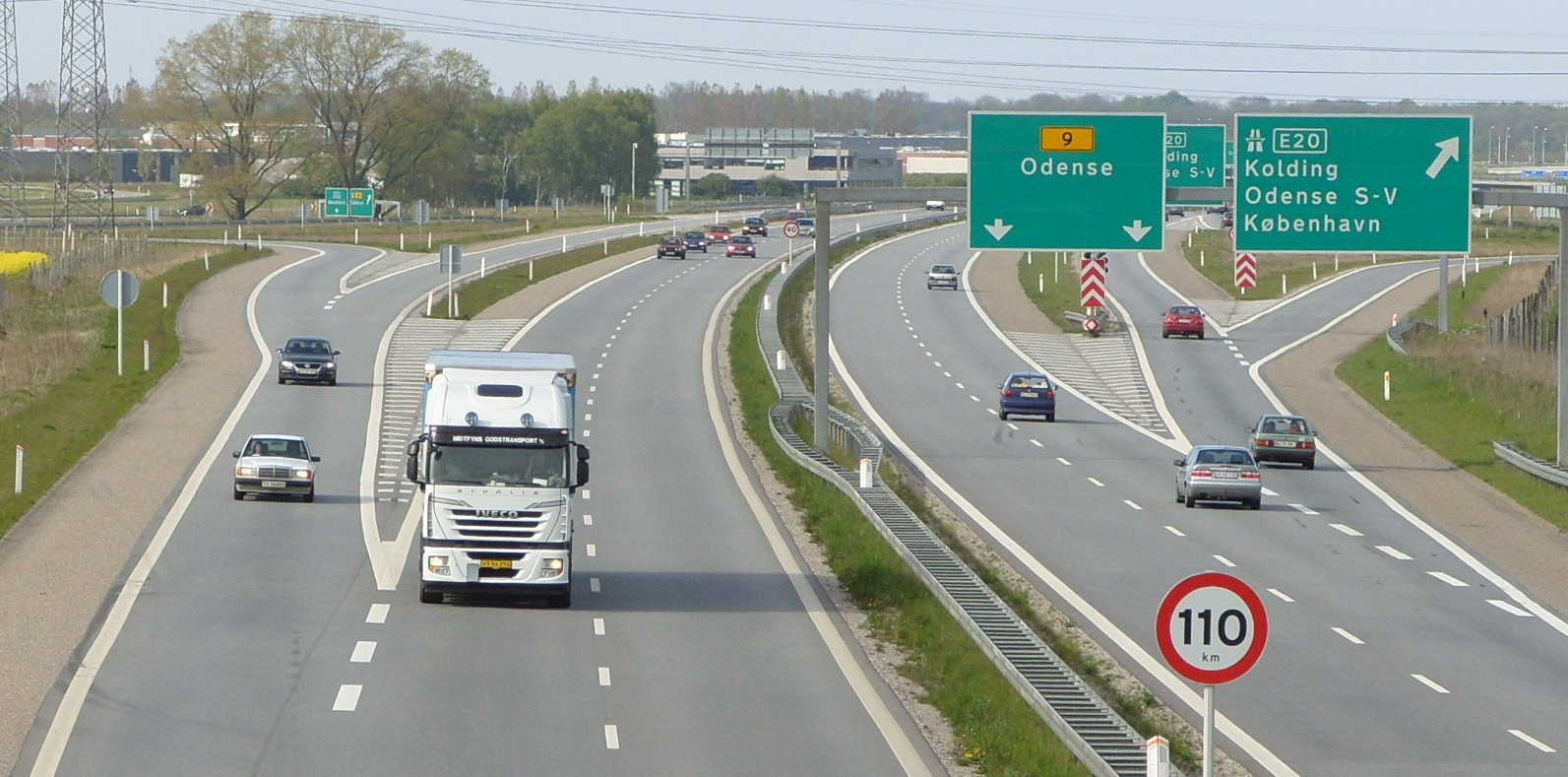
Kreuz Odense (2008)

Die intern als M41 bezeichnete Autobahn beginnt an der Ringstraße Ring 3 von Odense, kreuzt am Motorvejskryds Odense die einen Teil der Europastraße 20 bildende Autobahn Fynske Motorvej, die Teil der Primærrute 18 ist, und führt nach Süden an Årslev und Ringe vorbei bis an den nördlichen Rand von Svendborg. Dort geht sie in die Primærrute 9 über, die über die Insel Langeland und eine Fähre zur Insel Lolland führt.

## Geschichte
Die Autobahn wurde etappenweise zwischen 2006 und 2009 eröffnet.